# Gary Cole
Gary Michael Cole (Illinois, EUA, 20 de Setembro de 1956), conhecido por Gary Cole, é um ator americano. É conhecido por participações em séries televisivas como "Veep" (6 temporadas), "American Gothic", "Crusade", "The West Wing", "Arrested Development", "The Good Guys", e em filmes como "Pineapple Express", "The Brady Bunch Movie" e  "Cadete Kelly". Ele dá a voz a séries animadas como "Family Guy", "Kim Possible" e "Monk".

## Filmografia
| Ano  | Filme                                       | Papel                 |
| ---- | ------------------------------------------- | --------------------- |
| 1985 | To Live and Die in L.A.                     | Richard Chance        |
| 1986 | Lucas                                       | Assistente            |
| 1993 | In the Line of Fire                         | Bill Watts            |
| 1995 | The Brady Bunch Movie                       | Mike Brady            |
| 1996 | A Very Brady Sequel                         | Mike Brady            |
| 1996 | Indecent Seduction                          | Peter Nash            |
| 1997 | Cyclops, Baby                               | Manks                 |
| 1997 | Santa Fe                                    | Paul Thomas           |
| 1997 | Gang Related                                | Richard Simms         |
| 1998 | A Simple Plan                               | Neil Baxter           |
| 1998 | I'll Be Home for Christmas                  | Jake's Dad            |
| 1999 | Office Space                                | Bill Lumbergh         |
| 1999 | Kiss the Sky                                | Marty                 |
| 2000 | The Gift (filme de 2000)                    | David Duncan          |
| 2001 | The Rising Place                            | Avery Hodge           |
| 2002 | One Hour Photo                              | Bill Owens            |
| 2002 | I Spy                                       | Carlos                |
| 2002 | Cadete Kelly                                | Sir                   |
| 2004 | Win a Date with Tad Hamilton!               | Henry Futch           |
| 2004 | Dodgeball: A True Underdog Story            | Cotton McKnight       |
| 2004 | Pop Rocks                                   | Jerry "Dagger" Harden |
| 2005 | The Ring Two                                | Martin Savide         |
| 2005 | Mozart and the Whale                        | Wallace               |
| 2005 | Cry Wolf                                    | Mr. Matthews          |
| 2006 | Talladega Nights: The Ballad of Ricky Bobby | Reese Bobby           |
| 2007 | My Wife Is Retarded                         | Doutor Heichman       |
| 2007 | Breach                                      | Rich Garces           |
| 2007 | American Pastime                            | Billy Burrell         |
| 2007 | Goodnight Vagina                            | Dr. Milstein          |
| 2008 | Say Hello to Stan Talmadge                  | Stan Talmadge         |
| 2008 | Conspiracy                                  | Rhodes                |
| 2008 | Pineapple Express                           | Ted Jones             |
| 2008 | Forever Strong                              | Larry Gelwix          |
| 2009 | Extract                                     | Bar Patron            |
| 2009 | The Joneses                                 | Larry                 |
| 2010 | Immortality Bites                           | Dr. Levine            |
| 2010 | DC Showcase: The Spectre                    | Jim Corrigan          |
| 2011 | Hop                                         | Henry O'Hare          |
| 2011 | The Chicago 8                               | Bill Kunstler         |
| 2012 | Gay Dude                                    |                       |
| 2013 | Veep Season 2                               | Kent Davison          |
| 2014 | Veep Season 3                               | Kent Davison          |
| 2014 | Tammy                                       | Earl                  |
| 2015 | Veep Season 4                               | Kent Davison          |
| 2016 | Veep Season 5                               | Kent Davison          |
| 2017 | Veep Season 6                               | Kent Davison          |
| 2017 | Scooby-Doo! Shaggy's Showdown               | Rafe (voz)            |
| 2017 | The Good Fight                              | Kart Mcveigh          |
| 2018 | Blockers                                    | Ron                   |
| 2018 | Unbroken: Path to Redemption                | Dr. George Bailey     |
| 2018 | Seven in Heaven                             | Mr. Wallace           |
| 2018 | "The Good Fight season 2"                   | Kart Mcveigh          |
| 2019 | Fam                                         | Freddy                |
| 2019 | "The Good Fight season 3"                   | Kart Mcveigh          |
| 2019 | Veep Season 7                               | Kent Davison          |
| 2021 | NCIS                                        | Alden Park            |